# Żurawlowo (rejon promyszlennowski)
Żurawlowo (ros. Журавлёво) – wieś (sieło) w Rosji, w obwodzie kemerowskim, w rejonie promyszlennowskim. W 2010 liczyła 1127 mieszkańców.